# Xestia lycophotioides
Xestia lycophotioides là một loài bướm đêm trong họ Noctuidae.